# Orde van Leopold II

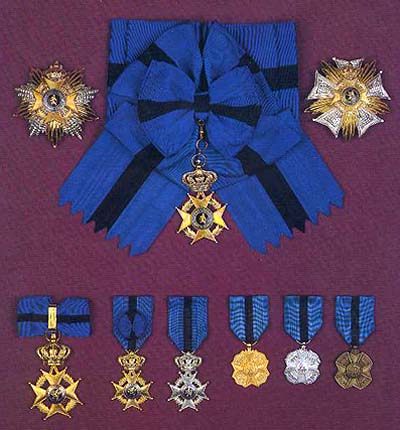
De versierselen van de Orde van Leopold II
Bovenste rij, van links naar rechts: Plaque Grootkruis, Grootlint Grootkruis, Plaque Grootofficier
Onderste rij, van links naar rechts: Kruis Commandeur, Kruis Officier, Kruis Ridder, Gouden Medaille, Zilveren Medaille, Bronzen Medaille

De Orde van Leopold II (Frans: "Ordre de Léopold II") is een Belgische, van oorsprong koloniale, burgerlijke orde die in 1900 door koning Leopold II van België werd ingesteld in de Onafhankelijke Congostaat, die zijn privébezit was. Het motto van de orde is L'Union fait la force of Eendracht maakt macht. De orde werd voor verdienste voor Congo en het staatshoofd toegekend. Toen Congo in 1908 een Belgische kolonie werd, nam België ook deze orde over. Ook na de onafhankelijkheid van de kolonie werd de Orde nog tot de Belgische ridderorden gerekend. De Orde van Leopold II is vandaag een van de drie nationale Belgische orden, naast de Kroonorde en de Leopoldsorde.
De Orde wordt nu aan burgers en militairen voor bijzondere diensten aan de koning en als "teken van zijn persoonlijke hoogachting" verleend. De ridders (ook dames krijgen nu dit ereteken) moeten veertig jaar oud zijn. De Orde wordt toegekend zonder de begunstigde om toestemming te vragen.
De ridderorde wordt door de FOD Buitenlandse Zaken geadministreerd en kent vijf klassen en drie medailles die meestal op 8 april (de geboortedag van koning Albert I) en op 15 november (Koningsdag) worden verleend.
Zie ook: lijst van leden in de Orde van Leopold II

## Graden en versierselen van de orde
GrootmeesterDeze functie is gereserveerd voor de koning der Belgen.
GrootkruisDeze draagt een kruis van de orde aan een 101 millimeter breed blauw-zwart-blauw lint over de rechterschouder en een tienpuntige ster met afwisselende groepen gouden en zilveren stralen met daarop het gekroonde kruis van de Orde. Het kruis of kleinood is een gouden ongeëmailleerd kruis. Daarop is een medaillon gelegd met de gouden Belgische leeuw op een zwarte achtergrond en op de keerzijde een verstrengeld monogram "LL" (Leopold). Boven het kruis is een gouden koningskroon aangebracht en tussen de armen zijn gouden palmbladeren gemonteerd. Rond het medaillon staat het motto van de Orde op een blauwe band.
GrootofficierDeze draagt ditzelfde kruis aan een lint om de hals en een zilveren vijfpuntige ster met stralen tussen de armen en daarop het gekroonde kruis van de orde op de linkerborst.
CommandeurDeze draagt het kruis aan een 55 millimeter breed lint om de hals.
OfficierDe officier draagt het kruis van de orde aan een lint met een rozet op de linkerborst.
RidderDe ridder draagt het kruis aan een 37 millimeter breed lint op de linkerborst. Het kruis van de ridder is niet verguld en de kroon is van zilver.
Medailles in goud, zilver en bronsDe medailles worden aan een 37 millimeter breed lint op de linkerborst gedragen. Zij gelijken sterk op de kruisen maar zijn eenvoudiger uitgevoerd, niet geëmailleerd en missen de kroon.

## Vermeldingen in dagorders
Militairen die vanwege hun dapperheid in een dagorder werden vermeld dragen een gouden of zilveren palmtak op hun lint van de vierde of vijfde klasse. Op de palmtak staat een "A" of "LIII" voor de koningen Albert I en Leopold III. Zij dragen ook een gouden streep of bies op het lint van de orde.